# دبیرستان کیخسروی
دبیرستان کیخسروی مربوط به اواخر دوره قاجار - دوره پهلوی اول است البته باید گفت تا سال ۱۳۶۹ خورشیدی دبستان بوده و سپس به دبیرستان تغییر کاربری یافته و در یزد، خیابان شهید چمران واقع شده و این اثر در تاریخ ۲۵ اسفند ۱۳۷۹ با شمارهٔ ثبت ۳۶۱۳ به‌عنوان یکی از آثار ملی ایران به ثبت رسیده‌است. و افرادی مانند محمد صالح خانقائی در آن تحصیل کرده اند.

## پیشینه
در سال ۱۲۶۸ به کوشش ارباب کیخسرو مهربان کیخسروی اولین دبستان یزد به نام دبستان کیخسروی تأسیس می‌شود. ارباب کیخسرو در آن زمان بیش از ۳۵ هزار روپیه را به‌دست «انجمن اکابر صاحبان پارسیان بمبئی» که در پیشرفت دانش و بهتر کردن زندگی زرتشتیان ایران فعالیت می‌کردند، سپرد که سود آن را در کارهای فرهنگی دبستان هزینه کنند. دبستان کیخسروی در آن زمان دارای بیش از ۲۰۰ دانش آموز بود و از آموزگاران آن دوره این دبستان می‌توان به ماستر خدابخش، کیومرث وفادار خرمشاهی
و بهرام شیرمرد اشاره نمود.
در سال ۱۳۰۸ خورشیدی به کوشش فرامرز ماستر این کاربری این دبستان به دبیرستان تغییر یافت و تاکنون نیز به عنوان دبیرستان در حال فعالیت آموزشی است.